# Калкаман-Тишек
Калкаман-Тишек (рос. Калкаман-Тишек) — печера в Башкортостані, Росія. Печера комплексного (горизонтально-вертикального) типу простягання. Загальна протяжність — 1200 м. Глибина печери становить 74 м. Категорія складності проходження ходів печери — 1. Печера відноситься до Верхньобельського підрайону Бельсько-Нугуського району Південної області Західноуральської спелеологічної провінції.